# Hura
Hura (hebräisch חורה, arabisch حورة, DMG Ḥūra) ist ein beduinisches Dorf im Südbezirk Israels. Es liegt 15 km nordöstlich von Beʾer Scheva in der Nähe von Meitar.

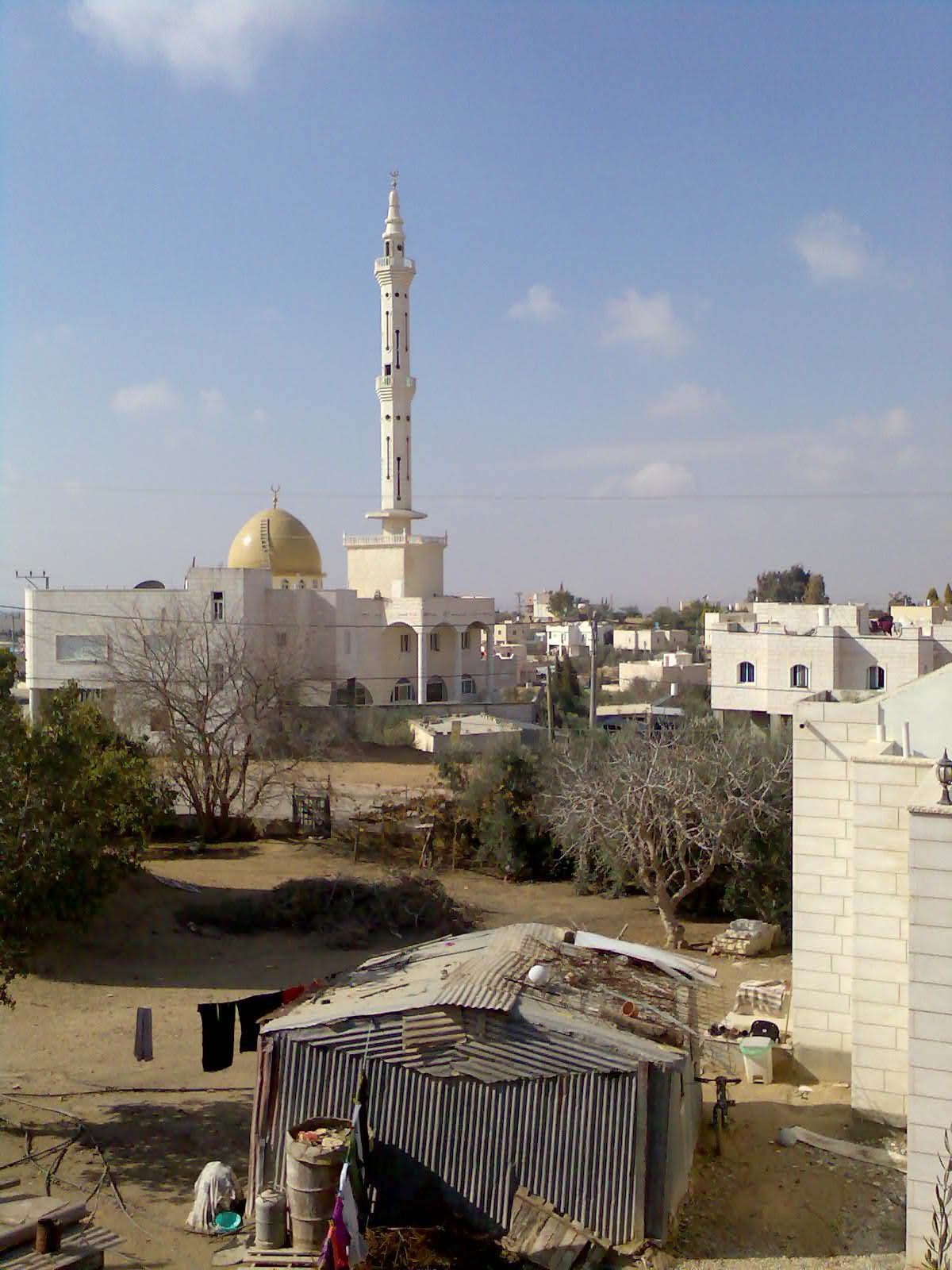
Hura

Das Dorf wurde 1989 gegründet und 1996 zur Gemeindeverwaltung erhoben. Im Jahr 2000 fanden die ersten Wahlen zum Gemeinderat statt, bei denen Alatawneh Musa zum Bürgermeister gewählt wurde. Im November 2011 hatte der Ort 16.980 Einwohner, im Jahr 2018 21.558. Einer Statistik zufolge ist zu erwarten, dass die Zahl der Einwohner Huras im Jahr 2020 35.000 erreichen wird. Das jährliche Bevölkerungswachstum ist mit 11,2 % eines der höchsten Israels.